# Тихвінський район
Тихвінський район (рос. Тихвинский район) — муніципальний район у складі Ленінградської області Російської Федерації.
Адміністративний центр — Тихвін.

## Демографія
Динаміка чисельності населення району:
| Рік  | Населення, осіб | Джерело           | Примітки                                                      |
| ---- | --------------- | ----------------- | ------------------------------------------------------------- |
| 1959 | 15 748          | Перепис 1959 року | Без Тихвіна (18 412 осіб) і Капшинського району (14 739 осіб) |
| 1970 | 24 503          | Перепис 1970 року | Без Тихвіна (33 971 осіб)                                     |
| 1979 | 19 358          | Перепис 1979 року | Без Тихвіна (58 616 осіб)                                     |
| 1989 | 17 104          | Перепис 1989 року | Без Тихвіна (71 352 осіб)                                     |
| 2002 | 14 637          | Перепис 2002 року | Без Тихвіна (63 338 осіб)                                     |
| 2010 | 70 988          | Перепис 2010 року |                                                               |

## Адміністративний устрій
До складу району входять одне міське та 8 сільських поселень:
| Назва поселення                | Населення | Кількість НП | Адміністративний центр |
| ------------------------------ | --------- | ------------ | ---------------------- |
| Борське сільське поселення     | ▼ 1593    | 11           | с. Бор                 |
| Ганьковське сільське поселення | ▼ 1121    | 30           | с. Ганьково            |
| Горське сільське поселення     | ▼ 1039    | 22           | с. Горка               |
| Коськовське сільське поселення | ▼ 678     | 21           | с. Коськово            |
| Мелегезьке сільське поселення  | ▼ 971     | 13           | с. Мелегезька Горка    |
| Пашозерське сільське поселення | ▼ 572     | 15           | с. Пашозеро            |
| Тихвінське міське поселення    | ▼ 60 675  | 20           | м. Тихвін              |
| Цвильовське сільське поселення | ▼ 1672    | 31           | с. Цвильово            |
| Шугозерське сільське поселення | ▼ 2667    | 35           | с. Шугозеро            |